# The Shadow of the Desert
The Shadow of the Desert er en amerikansk stumfilm fra 1924 instrueret af George Archainbaud.

## Medvirkende
- Frank Mayo som Barry Craven
- Mildred Harris som Gillian Locke
- Norman Kerry som  Said
- Bertram Grassby som Kunwar Singh
- Evelyn Brent som Lolaire
- Edythe Chapman som Caroline
- Josef Swickard som John Locke
- Lorimer Johnston som Peter Peters